# 吉田類
吉田 類（よしだ るい、1949年6月1日 - ）は、日本のライター。
「酒場詩人」の肩書で紹介されることが多く、居酒屋探訪家としての活動で知られる。その他にイラストレーター、俳人としても活動する。
名前の「類」は通称。高知県高岡郡仁淀村（現吾川郡仁淀川町）出身。

## 略歴・エピソード
3歳の時に父親と死別。小学生の頃に絵を習い始める。初めて俳句を詠んだのも小学生の時。かねてから憧れを抱いていた京都に小学校卒業と同時に移り住み、中学・高校時代を過ごす。その後ニューヨークやヨーロッパ等を放浪しながら絵を勉強し、シュールアートの画家として主にパリを拠点に約10年間活動。30代半ばで活動の場を日本に移し、イラストレーターに転身。1990年代からは酒場や旅に関する執筆活動を始めるかたわら、俳句愛好会「舟」を主宰。また登山も趣味にしており、テレビ番組の企画等で山に登ることも多い。独身・一人暮らし（吉田類の酒場放浪記より）。高知県観光特使及び仁淀川町観光特使。
公園で見つけた野良猫に『からし』という名を付けて飼い始め、酒場や登山にも連れて行くなど、17年間を一緒に過ごしていた。からしが死んだ後、虚脱感から立ち直るのに約5年を要したという。愛猫家であり、2023年2月現在『ララ』（ノルウェージャンフォレストキャット・雌）と『グレ』（種類不詳・雄）の2匹と暮らしている。
「吉田類の酒場放浪記」・「おんな酒場放浪記」でナレーションを務める河本邦弘からは、「高知が生んだ偉大なる酔っぱらい」、「10年間呑んだくれてきた男」等と呼ばれている。
2014年、第12回『グッドエイジャー賞』を受賞。
2020年、YouTubeチャンネル『吉田類チャンネル』を開設。

## メディア出演

### レギュラー番組
- 吉田類の酒場放浪記（BS-TBS、毎週月曜21:00-22:00） - 吉田類が首都圏を中心に居酒屋等の酒場を紹介する番組。15分番組を4本放送。基本的に1本目のみ新作。2本目は3年前、3本目は2年前、4本目は前年放送された回の再放送。この他TBSチャンネルでも随時放送している。
  - もういちど酒場放浪記（2004年10月 - 2007年9月、2010年10月2日 - 2011年3月26日） - 『吉田類の酒場放浪記』の再放送版
- 吉田類のゆる〜り・ほろ酔いと〜く（HBCラジオ、2010年11月5日 - 2020年9月29日）
- 吉田類の北海道ぶらり街めぐり（北海道放送、2012年1月から2014年3月までは「北海道港町めぐり」、不定期放送）
- 吉田類の類語録（FM高知、2012年4月2日 - ）
- 吉田類の博多ほろ酔い日記（RKBラジオ、2013年11月 - ）
- ラジオ深夜便（NHKラジオ第1放送・FM放送・国際放送、2016年4月10日 - ） - 毎月第2日曜日、23時台「ないとガイド」で「酒のある風景（2017年度までは『酒で綴るにっぽんの旅』）」のコーナーを担当。
- にっぽん百低山（NHK BSプレミアムで2020年11月から2022年3月まで「吉田類のにっぽん百低山」として不定期放送、2022年4月からNHK総合でレギュラー放送）

### 特別番組
- 吉田類 フランス大紀行〜美食と芸術を訪ねて〜（BS-TBS、2019年3月8日・3月15日）※倉本康子と共演。

### ゲスト出演
- タモリ倶楽部（テレビ朝日、2006年10月20日放送）-「立ち飲みながら立ち飲みを語る 立ち飲みシンポジウム」のテーマでゲストとして出演し、立ち飲みについて語った。
- 大沢悠里のゆうゆうワイド（TBSラジオ、2009年5月8日放送）
- ザ・プロ野球「横浜[9]×巨人」（BS-TBS・TBSニュースバード、2010年10月5日放送）- 5回裏終了後に出演し『吉田類の酒場放浪記』の番組宣伝や試合の感想などを語った。また試合開始前には始球式を行っている。
- 上柳昌彦 ごごばん!（ニッポン放送、2010年12月3日放送）-「サケノミスト」「酒場の達人」と紹介される。
- 関口宏の昭和青春グラフィティ（BS-TBS、2011年8月2日放送）- 第18回「昭和の酒『ニッポンの成長を陰で支えてきた昭和の酒』」の回に出演。
- メレンゲの気持ち（日本テレビ、2011年10月29日放送）- この回のゲスト・藤原竜也の「憧れの人」としてサプライズ出演。
- 孤独のグルメ Season2 第9話 （2012年12月05日、テレビ東京）- とんぱちで飲む男性 役
- 金とく（NHK名古屋放送局、2013年2月22日放送） - 「美酒のお供に…　おつまみ倶楽部」の回に出演。
- 今、この顔がスゴい!（TBSテレビ、2013年5月23日放送） - 「今日の顔」の1人として紹介される（VTR出演）[1]。
- カーナビラジオ午後一番!（HBCラジオ、2014年2月24日放送）-アシスタント山根あゆみのピンチヒッターとして4時間生出演。
- サワコの朝（毎日放送・TBS、2014年3月8日放送）
- ゴロウ・デラックス（TBSテレビ、2014年12月18日放送） - 「課題図書」として『酒場詩人の流儀』が取り上げられる。
- 関口宏の人生の詩（BS-TBS、2015年1月28日放送）- 第39回「吉田類の放浪人生」の回に出演。
- クローズアップ現代（NHK総合テレビ）
  - 第3615回「今夜ももう一杯〜酒場と日本人の新たな関係〜」（2015年2月12日放送） - VTR出演
  - 「世界の心をとらえた！日本の酒造り 無形文化遺産へ」（2024年12月4日放送） - スタジオゲスト
- 酒とつまみと男と女（BSジャパン、2015年3月24日放送）- 最終回「銀座」の回に“酔客”（＝ゲスト）として出演[10]。
- 下町ロケット 最終話（TBSテレビ、2015年12月20日放送） - 椎名直久 役[11]
- ごごナマ（NHK総合テレビ、2017年6月22日放送） - 「オトナの遊び場・『夢の競演！？なぎら健壱×吉田類の居酒屋談議』」のコーナーに出演[12]。
- にっぽんトレッキング100スペシャル 生中継・夏の北アルプス山小屋大縦断（2017年7月22日、NHK BSプレミアム） - この番組への出演が「にっぽん百低山」制作のきっかけとなった[13]。
- ぴったんこカン・カン（TBSテレビ、2018年12月7日放送） - 「吉田羊の酒場放浪記」で吉田羊と安住紳一郎が訪れた酒場に偶然居合わせた。
- にっぽん酒処めぐり（旅チャンネル、2019年1月13日・1月27日放送）- 第1回・第2回ゲスト
- ワカコ酒 Season4（BSテレ東、2019年2月18日放送） - 第7夜「素敵な出会い」に本人役で出演。
- あてなよる（NHK BS4K・BSプレミアム、2020年5月20日放送） - 「海苔で呑（の）む」の回に出演。[14]
- NHKニュースおはよう日本（NHK、2020年12月12日放送） - 「コロナ禍 “飲み文化”はどこへ　～吉田類さんに聞く～」[15]に出演。

### テレビCM
- ロート製薬「パンシロンAZ」「パンシロン01+」「新・ロート防風通聖散」（2010年6月14日 - ）- 『吉田類の酒場放浪記』番組内のみでの放送。
- 森永製菓「チョコボールのなかみ」（2021年10月4日 - ）- 『吉田類の酒場放浪記』番組内のみでの放送。
- 日本蒸留酒酒造組合[16]（ - 2017年3月27日）
- ショップジャパン「トゥルースリーパー」（2023年 - 2024年9月）

### 映画
- 吉田類の「今宵、ほろ酔い酒場で」[17]（2017年6月10日公開、KADOKAWA） - 3部構成のオムニバス映画。吉田は案内役、第3話の主人公・森本勝也 役[18]の他、主題歌（時代おくれ）も担当[19]。

## 著書
- 立ち呑み詩人のすすめ （同朋舎 びっくりぶろ、2000年9月、ISBN 4-8104-2641-6）
- 東京立ち飲みクローリング （交通新聞社 散歩の達人ブックス:大人の自由時間、2002年1月、ISBN 4-330-65501-2）
- 酒場歳時記 （日本放送出版協会 生活人新書、2004年9月、ISBN 4-14-088120-8）
- 酒場のオキテ （青春出版社 青春文庫、2007年4月、ISBN 978-4-41309364-4）
- 東京立ち飲み案内 （メディア総合研究所、2009年4月、ISBN 978-4944124336）
- 酒場を愉しむ作法 （ソフトバンク クリエイティブ　ソフトバンク新書、2010年9月、ISBN 978-4797356724）
- 吉田類の酒場放浪記 （TBSサービス、2009年4月20日、ISBN 978-4904345016）
- 吉田類の酒場放浪記 2杯目 （TBSサービス、2010年7月5日、ISBN 978-4904345108）
- 吉田類の酒場放浪記 3杯目 （TBSサービス、2010年12月13日、ISBN 978-4904345146）
- 吉田類の酒場放浪記 4杯目 （TBSサービス、2011年7月18日、ISBN 978-4904345221）
- 吉田類の酒場放浪記 5杯目 （TBSサービス、2011年12月19日、ISBN 978-4904345283）
- 吉田類の酒場放浪記 6杯目 （TBSサービス、2012年8月30日、ISBN 978-4904345320）
- 吉田類の酒場放浪記 7杯目 （TBSサービス、2013年11月30日、ISBN 978-4904345382）
- 吉田類の酒場放浪記 8杯目 （TBSサービス、2014年7月24日、ISBN 978-4904345399）
- 吉田類の酒場放浪記 9杯目 （TBSサービス、2015年7月17日、ISBN 978-4904345405）
- 酒場詩人・吉田類の旅と酒場俳句（KADOKAWA、2014年2月、ISBN 978-4047319042）
- 酒場詩人の流儀 （中公新書、2014年10月、ISBN 978-4-12-102290-5）

## 音楽

### シングル
- 『One Scotch,One Burbon,One Beer』（ポリスター、2016年7月18日、XQJX-9001）